# Верхние Шитцы
Верхние Шитцы (тат. Югары Шытсу) — деревня в Сабинском районе Республики Татарстан, в составе Нижнешитцинского сельского поселения.

## Этимология
Название деревни произошло от татарского слова «югары» (верхний) и гидрографического термина «шытсу» (место, где бьёт родник).

## География
Деревня находится на правом притоке реки Мёша, в 14 км к югу от районного центра — посёлка городского типа Богатые Сабы.

## История
Основание деревни относят к XVII веку.
В сословном плане, в XVIII веке и вплоть до 1860-х годов, жителей деревни причисляли к государственным крестьянам. Их основные занятия в этот период — земледелие и разведение скота, был распространён портняжный промысел.
По сведениям из первоисточников, в начале XX столетия в деревне действовали мечеть, мектеб, мелочная лавка. В этот период земельный надел сельской общины составлял 995,5 десятины.
До 1920 года деревня входила в Сатышевскую волость Мамадышского уезда Казанской губернии. С 1920 года в составе Мамадышского кантона ТАССР. С 10 августа 1930 года в Сабинском районе.
В 1929 году в деревне был организован колхоз, с 2003 года действовало крестьянское (фермерское) хозяйство.

## Население
| 1782 | 1859 | 1897 | 1908 | 1920 | 1926 | 1938 | 1949 | 1970 | 1979 | 1989 | 2002 | 2010 | 2020 |
| ---- | ---- | ---- | ---- | ---- | ---- | ---- | ---- | ---- | ---- | ---- | ---- | ---- | ---- |
| 31   | 253  | 426  | 586  | 644  | 593  | 594  | 517  | 533  | 459  | 395  | 380  | 350  | 300  |

Национальный состав села — татары.

## Экономика
С 2007 года действует общество с ограниченной ответственностью «Сельскохозяйственное предприятие «Шытсу». Жители занимаются растениеводством и животноводством.

## Инфраструктура
В деревне функционируют дом культуры (с 1931 г.), библиотека (с 1948 г.), фельдшерско-акушерский пункт (с 1959 г.), детский сад (с 1980 г.).

## Религия
Мечеть (с 2004 г.).